# Стародумов, Николай Павлович
Николай Павлович Стародумов (1856—1941) — член IV Государственной думы от Вятской губернии.

## Биография
Сын бедного крестьянина-солдата, мещанин и домовладелец города Яранска (два дома).
Окончил уездное училище. Во время Русско-турецкой войны 1877—1878 годов служил в 151-м пехотном Пятигорском полку в городе Ардагане Карсской области. С 1887 года избирался гласным Яранской городской думы. Кроме того, состоял мещанским старостой, членом сиротского суда, членом Яранской городской управы (1899—1902), попечителем начальных училищ, а также членом многих благотворительных и других обществ. В 1909 году был избран председателем Яранской уездной земской управы, в каковой должности пробыл одно трёхлетие. Был выборщиком в Государственную думу 3-го созыва.
В 1912 году был избран членом Государственной думы от Вятской губернии. Входил во фракцию правых, после её раскола в ноябре 1916 года — в группу независимых правых. Состоял членом комиссий: по народному образованию, о путях сообщения, по рыболовству и по городским делам. Был членом Русского собрания (с 1913 года). Во время Февральской революции был в Петрограде, однако участия в политической жизни не принимал.
После Октябрьской революции жил в Яранске. В начале 1920-х годов участвовал в борьбе с обновленцами. В 1922 году был арестован и заключён в тюрьму. Обвинялся в том, что вместе с другими церковными активистами «грубой физической силой религиозной толпы» разгонял обновленческие церковные советы, захватывая церкви под своё руководство. Характеризовался ОГПУ как «кулаческо-монархический элемент». После освобождения в 1925 году был избран членом церковно-приходского совета Успенского собора в Яранске. 14 марта 1925 года получил признательность и благословение от патриарха Тихона за защиту православия. В 1927 году направил председателю Совнаркома А. И. Рыкову письмо, в котором призывал «освободить и возвратить на места духовенство и разрешить необходимый для успокоения народа церковный собор», где обнародовать завещание патриарха Тихона «почитать и подчиняться советской власти».
Умер в 1941 году в Яранске, похоронен на Вознесенском кладбище.

## Семья
Был женат, дети:
- Николай (1890—1962), участник Первой мировой войны, прапорщик 15-го корпусного авиационного отряда, был награждён Георгиевскими крестами 4-й степени (№ 314458) и 3-й степени (№ 104395). Комбриг РККА, кавалер ордена Красного Знамени (1923), автор воспоминаний «Над фронтами» (1940).
- Анна
- Мария (1892—1975), в замужестве Кутюкова. Её сын (внук Стародумова) — Михаил Иванович Кутюков, яранский краевед.